# Liste der Kulturdenkmäler in Ehr
In der Liste der Kulturdenkmäler in Ehr sind alle Kulturdenkmäler der rheinland-pfälzischen Ortsgemeinde Ehr aufgeführt. Grundlage ist die Denkmalliste des Landes Rheinland-Pfalz (Stand: 5. Dezember 2023).

## Einzeldenkmäler
| Bezeichnung | Lage               | Baujahr         | Beschreibung                                         | Bild |
| ----------- | ------------------ | --------------- | ---------------------------------------------------- | ---- |
| Wohnhaus    | Hauptstraße 9 Lage | 18. Jahrhundert | Fachwerkhaus, verputzt, wohl aus dem 18. Jahrhundert | BW   |